# Автошлях Т 0106
Автошля́х Т 0106 — автомобільний шлях територіального значення в Автономній Республіці Крим. Пролягає територією Сімферопольського району через Сімферополь — Миколаївку. Загальна довжина — 35 км.

## Маршрут
Автошлях проходить через такі населені пункти:
| Автошлях Т 0106           |        |
| Автономна Республіка Крим |        |
| Сімферопольський район    |        |
| Сімферополь               | Н06    |
| Дубки                     |        |
| Новозбур'ївка             |        |
| Водне                     |        |
| Кольчугине                |        |
| Роздолля                  | Т 0104 |
| Миколаївка                |        |